# 横带凸额鲈
横带凸额鲈（学名：Petrometopon pachycentron）为鮨科凸额鲈属的鱼类。分布于印度、印度尼西亚、菲律宾、昆士兰以及中国东海、南海等海域。该物种的模式产地在东印度。